# Maisoncelles, Haute-Marne
Maisoncelles là một xã thuộc tỉnh Haute-Marne trong vùng Grand Est đông bắc nước Pháp.